# Innocens
Innocens, Rahmennovelle von Ferdinand von Saar, entstanden 1865 erstmals erschienen unter dem Titel Innozenz. Ein Lebensbild 1866

## Inhalt
Ein junger Leutnant wird über das Wochenende als Wachtkommandant auf eine einsame Festung, dem Wyschehrad nahe Prag, geschickt. Gefangengenommen von der idyllischen Stimmung im Fort, das nur von wenigen Menschen bewohnt ist, fällt ihm besonders der Priester auf, dessen Predigt er am Sonntag hört. Bei einem späteren Wachtdienstes auf dem Wyschehrad lernt er den Pater Innocens kennen und besucht ihn von nun an regelmäßig. Da bricht der Krieg in Italien aus, die Truppe muss Prag verlassen. Bei ihrer letzten Begegnung erzählt Innocens eine folgenschwere Episode seines Lebens.
Schon während seiner Jugendzeit ist Innocens gerne alleine. So setzt er sich auch als Pater im Kloster von seinen Mitbrüdern ab und ist froh, als ihn der Abt als Priester auf den Wyschehrad schickt. Hier erfasst ihn eine heftige Neigung zur Tochter des Zeugwarts, die er jeweils von seinem Fenster aus und in der Kirche sieht. Als die Zeugwartsfrau erkrankt, holt Ludmilla Innocens zu Hilfe. Während der Nachtwache am Bett der Kranken lässt sich der Pater zu einer Liebkosung des schlafenden Mädchens hinreißen. In den folgenden Tagen ist er völlig um sein inneres Gleichgewicht gebracht. Als er beim Besuch der Kranken von Ludmilla Blumen erhält, scheint er in einer ausweglosen Situation zu sein.
Zuhause berichtet ihm der Kirchendiener, dass es auf seinem Friedhof bald eine Beerdigung gebe. Es handelt sich um eine junge Frau, die kurz vor ihrer Hochzeit gestorben ist. Indem Innocens ihren völlig verzweifelten Bräutigam tröstet, findet er seine eigene Ruhe wieder.

## Ausgaben
- Innocens. Erzählungen aus dem alten Österreich. Rupert, Leipzig 1939 u. ö.[1]
- In der Anthologie: F. v. S., Leutnant Burda. Fünf Novellen. Reihe: Billige Bücher, bb 369. Aufbau, Berlin 1976[2]
- Innocens; kritisch hg. u. gedeutet von Jens Stüben, Bonn 1986
- Innocens. Vitalis, Prag 1999. ISBN 80-85938-67-7
- Innocens. Tredition, Hamburg 2011 ISBN 3842412088 (im Internet-Handel auch online lesbar)

## Notizen
1. ↑  Enthält: Innocens (1865). Marianne (1872). Die Steinklopfer (1873). Vae victis! (1879). Die Troglodytin (1889). Ginevra (1889). Schloss Kostenitz (1892). Conte Gasparo (1897). Der Sündenfall (1897). Die Parzen (1898). Außer Dienst (1902). Die Heirat des Herrn Stäudl (1902). Sappho (1904). Die Pfründner (1905). – Das Buch wurde in zwei versch. Ausgaben verlegt, als "Wehrmachtsausgabe" (210 Seiten, auch im Verlag Volckmar, Lpz.) und als (Halb-)Leinen (528 Seiten)
2. ↑  Enthält: Innocens; Die Steinklopfer; Leutnant Burda; Doktor Trojan; Die Pfründner. Der Text ist auch mehreren anderen v.-Saar-Anthologien enthalten. Eine ungefähre Übersicht der Sammelband-Texte im Lemma Herr Fridolin und sein Glück